# Контура (Месина)
Контура је насеље у Италији у округу Месина, региону Сицилија.
Према процени из 2011. у насељу је живело 236 становника. Насеље се налази на надморској висини од 566 м.